# 35. Infanterie-Division (Wehrmacht)
Die 35. Infanterie-Division (35. ID) war ein vor dem Zweiten Weltkrieg aufgestellter, militärischer Großverband der Wehrmacht.

## Geschichte
Einsatzorte:

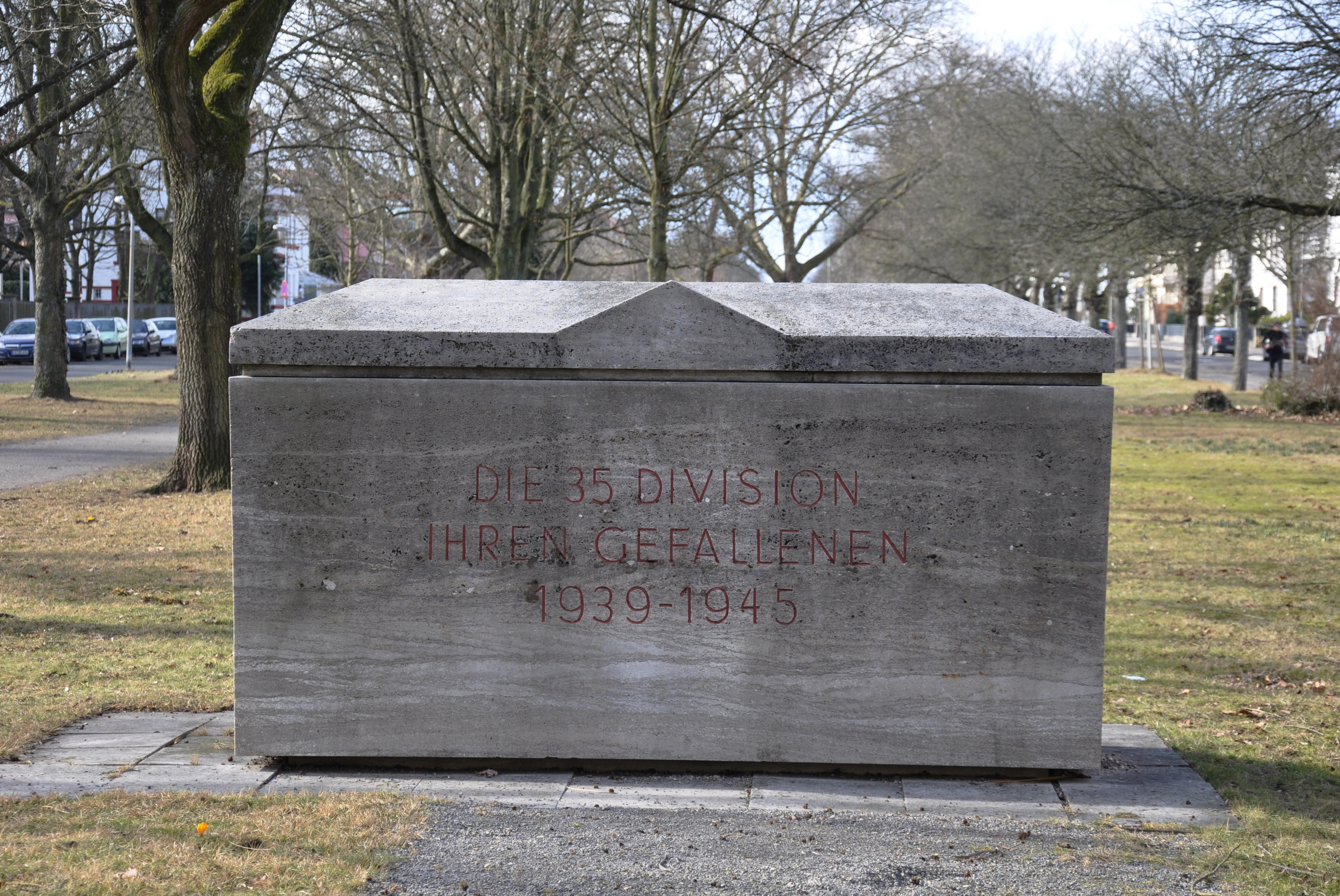
Gefallenendenkmal der 35. Division an der Hildapromenade in Karlsruhe

- Westwall: September 1939 bis Mai 1940
- Belgien und Frankreich: Mai 1940 bis Juni 1941
- Ostfront, Zentralabschnitt: Juni 1941 bis November 1942
- Ostfront, Südabschnitt: November 1942 bis April 1943
- Ostfront, Zentralabschnitt: April 1943 bis April 1945
- Ostpreußen: April bis Mai 1945

### Aufstellung
Die Division wurde am 1. Oktober 1936 in Karlsruhe im Wehrkreis V im Rahmen der 1. Aufstellungswelle gebildet.
Hierbei wurden unterstellt:
- Infanterie-Regiment 34 (Friedensstandort Heilbronn)
- Infanterie-Regiment 109 (Friedensstandort Karlsruhe)
- Infanterie-Regiment 111 (Baden-Baden)  (mit I./IR 111 in Rastatt, II./IR 111 in Baden-Baden und III./IR 111 in Pforzheim)
- Artillerie-Regiment 35 (Karlsruhe)
- I./Artillerie-Regiment 79
- Divisionstruppen Nr. 35

Teile des IR 111 belegten ab 6. Oktober 1936 die Buckenbergkaserne in Pforzheim.
Die Mobilisierung erfolgte im Jahr 1939 mit einer Verlegung an den Oberrhein zur 7. Armee der Heeresgruppe C.

### Westwall
Hier war der Verband während des Polenfeldzug zur Grenzsicherung eingesetzt. Während des Oktober 1939 gehörte der Verband zur Reserve des Oberkommandos der Wehrmacht und wurde ab November dem IV. (4.) Armee-Korps der 6. Armee bei der Heeresgruppe B zuteilt, mit Verlegung vom Oberrhein zwischen Rastatt und Kehl zum Niederrhein.
Im Januar 1940 wurde das Feldersatz-Bataillon 35 als II. Bataillon / Infanterie-Regiment 379 an die 169. Infanterie-Division abgegeben. Im Februar ging das II. Bataillon / Infanterie-Regiment 34 als neues I. Bataillon / Infanterie-Regiment 521 zur in der 8. Welle aufgestellten 296. Infanterie-Division.

### Westfeldzug
Im Mai 1940 kam die Division mit dem IV. (4.) Armee-Korps im Westfeldzug zum Einsatz und marschierte durch Belgien auf die Kanalküste Frankreichs. Im Juni war der Verband dann vorübergehend Teil der Reserve der Heeresgruppe B.

### Besatzungstruppe in Belgien
Ab Juli 1940 kam die Division als Besatzungsdivision an der belgischen Kanalküste zum Einsatz, hierzu wurde der Verband dem V. (5.) Armee-Korps der 9. Armee in der Heeresgruppe A unterstellt. Nach dem Ende der Kämpfe verblieb die Division im Besatzungsraum wurde aber bis Februar 1941 dem XIII. (13.) Armee-Korps der 16. Armee unterstellt. Im Dezember 1940 wurde ein Drittel der Division für die Neuaufstellung der 101. leichten Infanterie-Division der 12. Aufstellungswelle verwendet. Abgegeben werden hierbei der Stab des Infanterie-Regiment 34, und alle III. Bataillon der Infanterie-Regimenter.
In den Monaten März und April 1941 wechselten die Unterstellungen. Erst war das XXIII. (23.) Armee-Korps dann im folgenden Monat das XXXVII. (37.) Armee-Korps für den Verband als höhere Dienststelle verantwortlich.
Im Rahmen der Vorbereitung für den Angriff auf die Sowjetunion verlegte der Verband im Mai 1941 zum V. (5.) Armee-Korps der 9. Armee zur Heeresgruppe B nach Ostpreußen.

### Unternehmen Barbarossa
Am 22. Juni 1941 griff der Verband aus Ostpreußen heraus beim Unternehmen Barbarossa die sowjetischen Grenzstellungen an.
Der Heeresgruppe Mitte im V. (5.) Armee-Korps unterstellt rückte die 9. Armee von Juni bis September in Richtung Smolensk vor. Für die Kämpfe im Raum Wjasma wurde das V. (5.) Armee-Korps im Oktober der Panzergruppe 3 unterstellt.

### Unternehmen Taifun
Im November/Dezember 1941 unterstand der Verband bei den Angriffskämpfen in Richtung Moskau als Teil des V. (5.) Armee-Korps der Panzergruppe 4. Die Division kämpfte in der Schlacht am Frontbogen von Klin in der Nähe von Moskau und durchbrach teilweise die Moskauer Schutzstellung am Istra-Staubecken und dem Moskau-Wolga-Kanal. Dabei drang sie bis 22 Kilometer vor die russische Hauptstadt vor, musste jedoch weitere Angriffsoperationen wegen des Wintereinbruchs und der stark fallenden Temperaturen abbrechen.
Im Januar 1942 wurde das Korps Teil der 4. Panzer-Armee und kämpfte im Raum Gschatsk in der Schlacht von Rschew. Im Februar wurde die Division einem neuen Korps zugeteilt. Von Februar bis April 1942 gehörte die Division zum IX. (9.) Armee-Korps der 4. Panzer-Armee. Im April 1942 wurde je ein Bataillon der Infanterie-Regimenter aufgelöst, das betraf das III. Bataillon / Infanterie-Regiment 34, nicht ganz sicher das III. Bataillon / Infanterie-Regiment 109 und II. Bataillon / Infanterie-Regiment 111. Im Mai wechselte der Verband mit dem IX. (9.) Armee-Korps zur 3. Panzer-Armee, bei welcher der Verband bis Januar 1943 blieb. Am 18. November 1942 wird aus dem Infanterie-Regiment 34 das Füsilier-Regiment 34.
Nach dem Februar 1943 zunächst beim IX. (9.) und dann beim XII. (12.) Armee-Korps der 4. Armee, zog sich die 35. ID in den folgenden Monaten im Unternehmen Büffelbewegung von Gschatsk über Jelnja auf Mogilew zurück. Hierbei kam es zu Abwehrgefechten an der Rollbahn von Moskau nach Smolensk.
Per November 1943 erfolgt die Umgliederung der Division in eine Division neuer Art. Hierbei wurde aus der Aufklärungsabteilung der Division das Divisions-Füsilier-Bataillon 35. Die Gliederung stellte sich damit folgendermaßen da:
- Füsilier-Regiment 34
- Grenadier-Regiment 109
- Grenadier-Regiment 111
- Divisions-Füsilier-Bataillon (A.A.) 35
- Artillerie-Regiment 35 (mit 4 Abteilungen)
- Divisionstruppen Nr. 35

Im Februar 1944 dem LVI. (56.) Armee-Korps der 9. Armee unterstellt, kämpfte sie bei Bobruisk in Weißrussland.

### Konzentrationslager Osaritschi
Zu Beginn der Rückzugsbewegung war die Division in „eines der schwersten Verbrechen der Wehrmacht überhaupt“ verwickelt, die Ermordung von 9000 arbeitsunfähigen Zivilisten des Konzentrationslagers Osaritschi im März 1944. Soldaten der Division schossen sowohl beim Eskortieren der Deportierten – den Angehörigen der als Arbeitskräfte für die Wehrmacht zwangsrekrutierten Menschen – in die Lager als auch bei ihrer Bewachung dort „oft beim geringsten Anlass oder ganz ohne Grund, auch auf Kinder (…) sogar auf Versuche der Internierten hin, vom Sumpfwasser zu trinken.“ Der Divisionskommandeur, Generalleutnant Johann-Georg Richert, wurde deshalb im Minsker Prozess 1946 zum Tode verurteilt. Osaritschi stellt einen Extremfall im Umgang der Division mit unnützen Essern dar, steht aber am Ende einer Kette von Selektionsmaßnahmen gegen Arbeitsunfähige. Die Division hatte schon zuvor auf der einen Seite Arbeitskräfte für den Rückzug zwangsrekrutiert und mitgeführt, auf der anderen Seite „a) Seuchenverdächtige und Kranke in Jater, b) nicht Arbeitsfähige, Greise, Kinder, Invaliden usw. in Malkow“ abgesondert und als „Abschub zu den Sowjets“ vorbereitet.
Ab April 1944 dem XXXXI. (41.) Armee-Korps unterstellt, zog sich die Division in die Pripjetsümpfe zurück.

### Operation Bagration
Als im Juni 1944 die sowjetische Sommeroffensive die Heeresgruppe Mitte traf und praktisch vernichtete und konnte der Verband südlich von Bobruisk stehend in Richtung des ca. 150 Kilometer entfernten Pinsk durchbrechen. Von dort aus kämpfte sie nun beim XX. (20.) Armee-Korps der 2. Armee am Narew-Bogen im Großraum Brest und später Modlin bei Warschau. Im Oktober 1944 wurden die Kampf-Marsch-Bataillone 1034 und 1042 in die Division eingegliedert.
Hier wird die Division im Januar 1945 dem XXVII. (27.) Armee-Korps der 2. Armee unterstellt.
Ab Februar 1945 der Heeresgruppe Weichsel im XXIII. (23.) Armee-Korps der 2. Armee zugehörig kommt es zum Rückzug nach Westpreußen.

### Vernichtung
Durch die weiteren sowjetischen Angriffsoperationen wird die Division im April 1945 mit dem XXIII. (23.) Armee-Korps in Ostpreußen eingeschlossen und schließlich werden die Reste der Division auf der Halbinsel Hela bei Danzig vernichtet.

## Personen
| Dienstzeit                              | Dienstgrad             | Name                            |
| --------------------------------------- | ---------------------- | ------------------------------- |
| 12. Oktober 1936 bis 24. November 1938  | Generalleutnant        | Hubert Schaller-Kallide         |
| 24. November 1938 bis 25. November 1940 | General der Infanterie | Hans Wolfgang Reinhard          |
| 25. November 1940 bis 1. Dezember 1941  | Generalleutnant        | Walther Fischer von Weikersthal |
| 1. Dezember 1941 bis 10. September 1942 | Generalmajor           | Rudolf Freiherr von Roman       |
| 10. September 1942 bis April 1943       | Generalleutnant        | Ludwig Merker                   |
| April bis 8. Juni 1943                  | Generalleutnant        | Otto Drescher                   |
| 8. Juni bis 5. November 1943            | Generalleutnant        | Ludwig Merker                   |
| 5. November 1943 bis 9. April 1944      | Generalleutnant        | Johann-Georg Richert            |
| 9. April 1944 bis 11. Mai 1944          | Generalmajor           | Gustav Gihr                     |
| 11. Mai 1944 bis Mai 1945               | Generalleutnant        | Johann-Georg Richert            |
| Mai 1945                                | Generalmajor           | Ernst Meiners                   |

### Bekannte Divisionsangehörige
- Hans Wulz diente in der 35. ID als Kommandeur des Artillerie-Regiments 35 und war später General der Nationalen Volksarmee der DDR
- Ludwig Ferdinand Prinz zu Sayn-Wittgenstein-Berleburg war als Oberstleutnant Regimentskommandeur der Aufklärungs-Abteilung 35, wurde mit dem Ritterkreuz des Eisernen Kreuzes ausgezeichnet und fiel am 22. November 1943 in der Nähe von Schitomir.
- Conrad Heuss, Neffe des späteren Bundespräsidenten Theodor Heuss war Kommandeur des Füsilier-Regiments 34 und fiel bei Danzig.
- Heinz Scharff war von 1981 bis 1986 der fünfte Generaltruppeninspektor des österreichischen Bundesheeres und diente zuletzt als Hauptmann im Stab der 35. ID.
- Franz Seybold, später bekannt als Fußballtrainer, diente zuletzt als Oberleutnant und Ordonnanzoffizier im Stab der 35. ID.

### Auszeichnungen
Insgesamt wurden 26 Angehörige der 35. ID mit dem Ritterkreuz ausgezeichnet und 114 mit dem Deutschen Kreuz in Gold.

## Gliederung
| 1939                                    | 1942                                    | 1943–1945                                                |
| --------------------------------------- | --------------------------------------- | -------------------------------------------------------- |
| Infanterie-Regiment 34                  | Füsilier-Regiment 34                    | Füsilier-Regiment 34                                     |
| Infanterie-Regiment 109                 | Grenadier-Regiment 109                  | Grenadier-Regiment 109                                   |
| Infanterie-Regiment 111                 | Grenadier-Regiment 111                  | Grenadier-Regiment 111                                   |
| Artillerie-Regiment 35                  |                                         |                                                          |
| Panzerabwehr-Abteilung 35               | Panzerjäger-Abteilung 35                | Panzerjäger-Abteilung 35                                 |
| Pionier-Bataillon 35                    |                                         |                                                          |
| Nachrichten-Abteilung 35                |                                         |                                                          |
| Infanterie-Divisions-Nachschubführer 35 | Infanterie-Divisions-Nachschubführer 35 | Kommandeur der Infanterie- Divisions-Nachschubtruppen 35 |
| Aufklärungs-Abteilung 35                | Radfahr-Abteilung 35                    | Füsilier-Bataillon 35                                    |
| Beobachtungs-Abteilung 35               | –                                       | –                                                        |
| Feldersatz-Bataillon 35                 |                                         |                                                          |

Das Artillerie-Regiment 35 bestand aus den Abteilungen I bis III sowie der I. Abteilung des Artillerie-Regiments 71. Das Infanterie-Regiment 34 trug bis zum 1. Oktober 1934 die Bezeichnung Infanterie-Regiment Heilbronn.